# Cinofobie

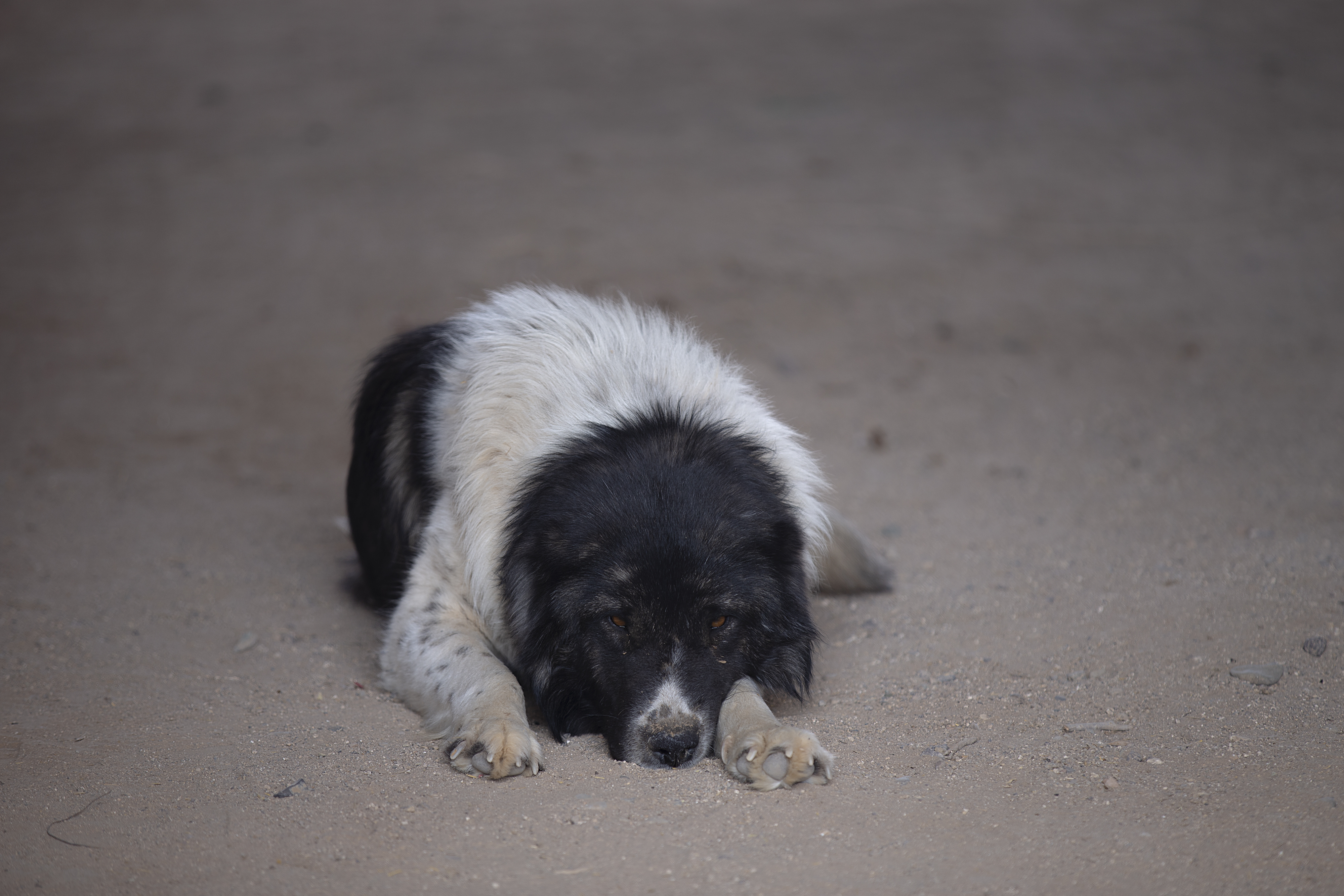
Cinofobie

Cinofobia (cuvânt care provine din alăturarea a două cuvinte: latinescul canis sau grecescul κύον kýon „câine“ și fobie) este o fobie (teamă patologică) de câini.

## Articole conexe
- Fobie
- Lista alfabetică a fobiilor